# Hajná Nová Ves
Hajná Nová Ves je obec na Slovensku, v okrese Topoľčany v Nitranském kraji. Žije zde 345 obyvatel. V roce 2011 zde žilo 330 obyvatel.

## Geografie

### Poloha
Obec leží v severzápadní části Nitranské pahorkatiny, v údolí soutoku Liptovského a Blesenského potoka, které se vlévají do potoka Hlavinka (povodí Radošinky).  Území tvoření terciérními jíly pokryté spraší se nachází v nadmořské výšce v rozmezí 179–231 m, střed obce je ve výšce 195 m n. m. Půdním typem je hnědozem.

### Využití půdy
Celková rozloha území obce je 6,37951 km², z toho v roce 2020 tvořila 86 % zemědělská půda. Využití půdy (2020): 83 % orná půda, 3 % zahrady. Z nezemědělské půdy 51 % připadalo na zastavěnou plochu. V roce 2023 připadalo 549,80 ha na zemědělskou půdu, z toho 527,95 ha byla orná půda, 18,93 ha zahrady a 2,92 ha travnatý porost. Z nezemědělské půdy lesy tvořily 7,62 ha vodní plocha 15,48 ha, na zastavěnou plochu a nádvoří připadalo 44,9 ha.

### Sousední obce
Obec sousedí:
| Lipovník | Blesovce        |               |
| Krtovce  |                 | Blesovce      |
| Lužany   | Horné Obdokovce | Horné Štitáre |

## Historie
První písemná zmínka o obci pochází z roku 1246, místo však bylo osídleno již v době bronzové a železné.[zdroj?] Obec vznikla sloučením osad Šeptince a Nová Ves. První písemnou zmínku o osadě Szeptenc je z roku 1358 a o Ujfalu (Nové Vsi) v roce 1381. V roce 1773 nesla název Hajnowejsa v roce 1920 Hajnová Ves a od roku 1927 se nazývá Hajnová Nová Ves, maďarsky Szeptencújfalu. Původně majetek místních zemanů přešel do držení šlechtických rodin Zerdahelyů, Očkayů a Steigerů. Koncem 16. století se stal majitelem Tomáš Vizkelety (1564–1611). V roce 1715 jsou uváděny vinice, v roce 1753 žilo v obci 35 rodin. V roce 1828 žilo 292 osob v 42 domech. Hlavní obživou bylo zemědělství. Do roku 1924 v obci fungovala cihelna.

## Kultura a zajímavosti

### Kaštel
Roku 1609 zde nechal šlechtic Tomáš Vizkelety postavit opevněný renesanční kaštel s kaplí svatého Imricha. V roce 1816 byl kaštel klasicistně upraven a v roce 1896 a 1926 byl upraven v romantickém stylu. Kaštel je od roku 1963 kulturní památkou Slovenska. Do roku 1993 v objektu sídlila internátní speciální základní škola a praktická škola. V roce 2003 byl kaštel i s chráněným parkem prodán soukromých rukou. Prodejem parku došlo k porušení zákona o ochraně přírody a krajiny. Ještě v roce 2019 nebyl jasný verdikt soudu o nabytí práva užívání majetku. V roce 2008 byl proveden architektonický a historický výzkum.
Kaštel je patrová čtyřkřídlá budova se dvěma nárožními věžemi postavena kolem čtvercového nádvoří přístupným jediným průjezdem. Tři křídla z nádvorní strany lemují arkády, ve druhém patře vede otevřená arkádová chodba s oblouky nesenými štíhlými sloupy. Fasáda částečně zdobená sgrafity je členěná okny s kamennými šambránami a vybíhá do atiky. Původní atika s vlaštovčími ocasy je zachována na několika místech, jinak při romantizující úpravě byla snížená. Erby posledních majitelů jsou Alberta Emila von Steiger-Münsingen von Relle a jeho manželky Marie Judyty Eleonory Eugenie Ludmiły Zamoyské s datací 1896 jsou po stranách vstupní brány. 
V interiéru v hlavním schodišti je nápisová tabule s erby a datacemi renesanční výstavby v roce 1609 a klasicistní úpravy v roce 1816, Místnosti byly zaklenuty křížovými klenbami, pruskými plackami a korýtkovými klenbami. V knihovně byl strop trámový. 

### Park
U kaštelu je krajinářský anglický park z první polovina 19. století s vzácnými dřevinami. Park je chráněná přírodní památka. Park včetně kaštelu se rozkládá na 11 ha.

### Socha
Mezi další místní památky patří: barokní socha Jana Nepomuckého z roku 1776 a pseudorománská kaplička svatého Imricha s kryptou rodiny Steigerů z přelomu 19. a 20. století. Socha Jana Nepomuckého je kulturní památka Slovenska.